# 横尾采女正
横尾 采女正（よこお うねめのしょう）は、戦国時代の武将。村上義清の家臣。横尾城主。

## 略歴
天文17年2月14日（1548年3月23日）の上田原の戦いにて村上義清に従って武田晴信と戦い討死した。